# The Belcher's
The Belcher's est un complexe de gratte-ciel de huit tours situé à Hong Kong, construit en 2001.
Les plus hautes tours mesurent 227 mètres pour 63 étages.